# Katarína Hasprová
Katarína Hasprová (ur. 10 września 1972 w Bratysławie) – słowacka piosenkarka. Reprezentowała Słowację w Konkursie Piosenki Eurowizji 1998 (piosenka Modlitba).
Jest absolwentką Akademii Sztuk Scenicznych im. Janáčka w Brnie. Jeszcze w trakcie studiów wzięła udział w musicalu Józef i cudowny płaszcz snów w technikolorze (Jozef a jeho zázračný farebný plášť) w teatrze Nová scéna, gdzie zagrała rolę narratora. Jako piosenkarka debiutowała w 1997 r. W 1999 r. wydała swój pierwszy album solowy.